# Zygmunt Wejchan
Zygmunt Wejchan (ur. 4 kwietnia 1893 w Kołdrąbiu, zm. 1 sierpnia 1937 w Świeciu) – powstaniec wielkopolski. 

## Życiorys
W 1914 wcielony do armii niemieckiej, służył w 6 Pułku Grenadierów. Był tłumaczem w sztabie wojsk niemieckich na Bałkanach. Po demobilizacji w listopadzie 1918 przybył do Poznania. Gdy wybuchło powstanie wielkopolskie współdziałał z kapitanem J. Tomaszewskim. Uczestniczył w zajęciu stacji lotniczej w Poznaniu na Ławicy, a także jako adiutant kapitana Tomaszewskiego w walkach pod Szubinem. W kwietniu 1919 wyjechał na front litewsko-białoruski z Poznańskim Ochotniczym Batalionem Śmierci. W 1920 został oddelegowany do Bukaresztu, gdzie pełnił funkcję zastępcy attaché wojskowego do 1923. Później osiedlił się w miejscowości Kałdus koło Chełmna, działał w organizacjach społecznych, pełnił funkcję wójta w Starogrodzie. Był założycielem i prezesem Kasy Stefczyka w Starogródzie. Zmarł 1 sierpnia 1937 w Świeciu. Spoczywa na cmentarzu w Starogrodzie.